# コンバース・オールスター

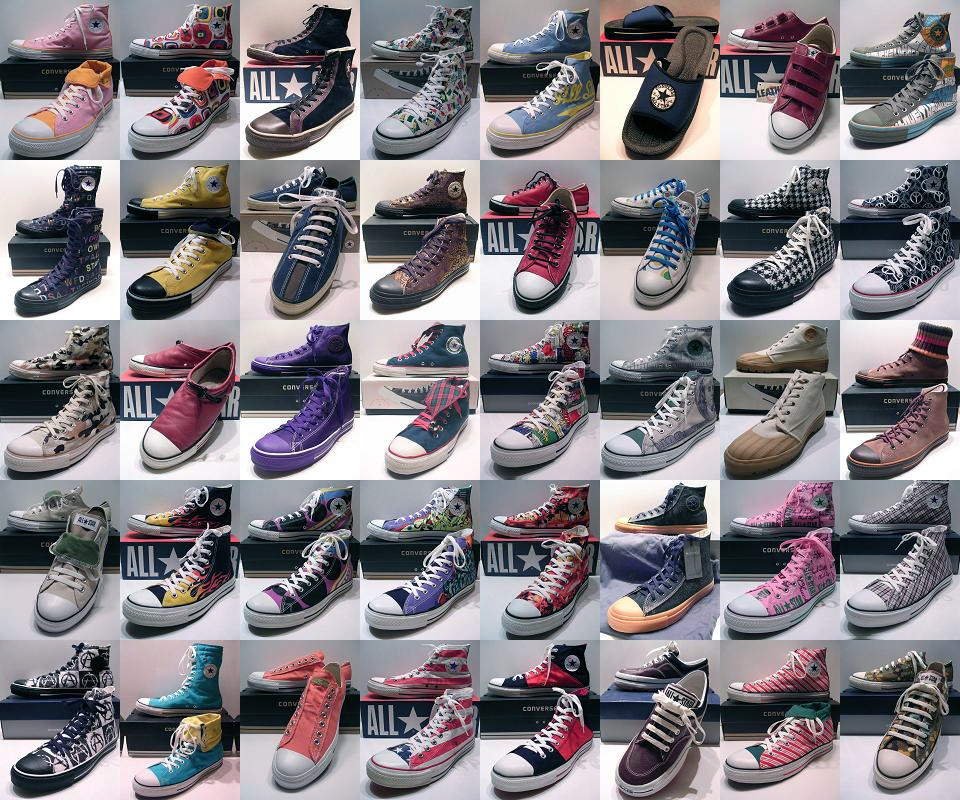
さまざまなタイプのコンバース・オールスター

コンバース・オールスターは、コンバース社が販売するスニーカーである。

## 概要
アッパー（甲を覆う部分）には、主にキャンバス生地やレザーなどが使用され、靴底はゴムでできている。アッパーが踝まで覆うHIカットと、踝が出るOXカットの2種類が存在する。また、アッパー生地の色の種類やペイントされた模様により、多彩な種類が存在するのも特徴である。HIカットは当時新しいスポーツであったバスケットボール用のシューズとして開発されたもので、バスケットボールの普及とともに知名度を高めていった。
アメリカではChuck Taylor All-Starsと呼ばれており、コンバース日本公式サイトでも「CHUCK TAYLOR」（チャック・テイラー）として分類されている。このChuck Taylorは、1917年にオールスターが登場したときにこの靴を利用したバスケットボールプレーヤーの名前である。テイラーはこの靴の改良提案並びに販売にも関わり、その普及の功績から1946年以降はアンクルパッチ（踝部の星のマーク）に彼のサインが入るようになり、それは現在も続いている。
基本設計が古く、足型もかなり細いため、最新のスニーカーなどと比較すると履き心地は良いとは言えないが、シンプルで完成度が高く、どんな服にも合わせやすいデザインにより、根強い人気がある。